# Isla Kuiu
La isla Kuiu es una de las principales islas del archipiélago Alexander, perteneciente al área censal de Wrangell-Petersburgo, en la región sudeste del estado de Alaska, en los Estados Unidos. Tiene una superficie de 1 936,1 km², siendo por tamaño la 16.ª isla de los Estados Unidos y la (210.ª del mundo). 

## Geografía
La isla Kuiu está localizada en la parte noroccidental del archipiélago Alexander. Está limitada:

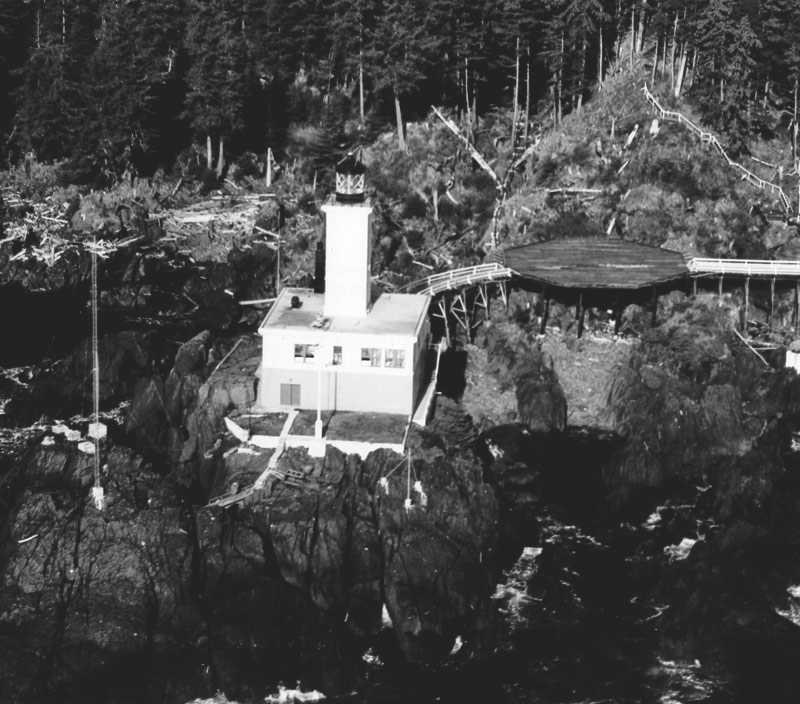
Vista del faro de cabo Decision.

- al este, por el estrecho de Keku, cuyas aguas la separan de la isla de Kupreanof;
- al suroeste, por el estrecho Sumner, que la separa de la isla del Príncipe de Gales;
- al oeste, por el estrecho de Chatham, que la separa de la isla de Baranof.

La isla tiene 105 km de largo y entre 10-37 km de ancho. La población de la isla fue de 10 personas en el censo de 2000. 
El faro de cabo Decision se encuentra en la isla de Kuiu. También están en la isla las áreas protegidas de Kuiu («Kuiu Wilderness») y de bahía Tebenkof («Tebenkof Bay Wilderness»). La isla se encuentra dentro de los límites del bosque nacional Tongass.